# Птахівничий клуб Великої Британії
Птахівничий клуб Великої Британії (англ. Poultry Club of Great Britain) — неприбуткова державна організація, що була заснована 1877 році у Великій Британії. Її заявлена мета полягає в тому, щоб «захистити інтереси всіх чистих і традиційних порід свійської птиці, включаючи курей, бентамок, качок, гусей та індиків».

## Загальна інформація
Клуб підтримує Британський стандарт птахівництва та діє як наглядовий орган для всіх клубів птахівництва у Великій Британії та Північній Ірландії. Окрім того, він відповідає за організацію щорічної Національної виставки птахівництва. Штаб квартира клубу знаходиться на фермі Sedbury Home у Річмонді (графство Північний Йоркшир).
Патроном птахівничого клубу був Король Великої Британії (а в минулому — Принц Вельський) Чарльз III.
Клуб передав Музею англійського сільського побуту колекцію друкованих матеріалів Девіда Скрівенера про розведення та утримання домашньої птиці.

## Керівництво
Дані наведено станом на серпень 2023 року.
- Президент клубу — Ліз Еллонбі
- Голова — Лі Грант
- Заступник голови — Джон Грабб
- Операційний менеджер — Джо Галл